# James Remar
James Remar, właśc. William James Remar (ur. 31 grudnia 1953 w Bostonie w Massachusetts) – amerykański aktor filmowy i telewizyjny.

## Życiorys

### Wczesne lata
Urodził się w Bostonie w Massachusetts jako syn Elizabeth Mary i adwokata S. Roya Remara. Jego dziadkowie byli żydowskimi imigrantami z Rosji (pierwotne nazwisko rodowe „Remarman”). Dorastał w Newton w stanie Massachusetts. O zawodzie aktorskim zdecydował w wieku dziewięciu lat po obejrzeniu filmu Stanleya Kubricka Spartakus z Kirkiem Douglasem w roli tytułowej. Mając piętnaście lat opuścił szkołę średnią w Bostonie, trzy lata później w roku 1970 podróżował z zespołem rockowym. Poznawał tajniki aktorstwa w nowojorskim Neighborhood Playhouse.

### Kariera
Swoją karierę aktorską rozpoczął od udziału w serialu sci-fi CBS Niewiarygodny Hulk (The Incredible Hulk, 1978) z Lou Ferrigno jako oficer policji oraz kinowym dramacie Na podwórku (On the Yard, 1978). W 1979 roku zadebiutował na scenie New Apollo Theatre w broadwayowskiej sztuce Bent jako Wolf u boku Richarda Gere’a. Zwrócił na siebie uwagę w sensacyjno-przygodowym dreszczowcu kryminalnym Wojownicy (The Warriors, 1979) w roli członka gangu z Coney Island Ajaxa, który został przykuty do ławki w parku przez policjantkę. W 1985 roku powrócił na scenę Manhattan Theatre Club w przedstawieniu California Dog Fight.
Zagrał potem m.in. w dramacie kryminalnym Francisa Forda Coppoli Cotton Club (The Cotton Club, 1984) jako gangster Arthur „Dutch Schultz” Flegenheimer, dramacie prehistorycznym Klan niedźwiedzia jaskiniowego (The Clan of the Cave Bear, 1986) w roli Neandertalczyka i komediodramacie Inteligent w armii (Renaissance Man, 1994) jako doświadczony wojskowy, który wątpi w siłę Szekspira, Mortal Kombat 2: Unicestwienie (Mortal Kombat: Annihilation, 1997) w roli Lorda Raydena, Za szybcy, za wściekli (2 Fast 2 Furious, 2003) jako agent Markham, Blade: Mroczna trójca (Blade: Trinity, 2004).
Pojawił się także w serialach: NBC Policjanci z Miami (Miami Vice, 1985), NBC Crime Story (1987), CBS Strażnik Teksasu (Walker, Texas Ranger, 1999), Fox Z Archiwum X (The X Files, 2001), CBS Siódme niebo (7th Heaven, 2001), CBS Nash Bridges (2001), HBO Seks w wielkim mieście (Sex and the City, 2001–2004), NBC Brygada ratunkowa (Third Watch, 2002), Fox Gorące Hawaje (North Shore, 2004–2005), CBS CSI: Kryminalne zagadki Miami (CSI: Miami, 2006), CBS Jericho (2006–2007) i Dexter (2006–2011) w nominowanej do nagrody Saturna roli Harry’ego Morgana. W 2012 roku odegrał podwójną rolę w filmie Django Quentina Tarantino.
Użyczył swojego głosu w serialu animowanym Warner Bros. Liga Sprawiedliwych (Justice League, 2001, 2005, 2006).

## Życie prywatne
Ożenił się z Atsuko, z którą ma syna Jasona Kenji i córkę Lisę Mary.

## Filmografia

### Filmy fabularne
- 1978: Na podwórku (On the Yard) jako policjant Larson
- 1979: Wojownicy (The Warriors) jako Ajax
- 1979: Blond Poison
- 1980: Zadanie specjalne (Cruising) jako Gregory
- 1980: Opowieść skrzydlatego wiatru (Windwalker) jako młody Windwalker
- 1982: 48 godzin (48 Hrs.) jako Albert Ganz
- 1982: Partnerzy (Partners) jako Edward K. Petersen
- 1984: Cotton Club (The Cotton Club) jako gangster Arthur „Dutch Schultz” Flegenheimer
- 1986: Klan niedźwiedzia jaskiniowego (The Clan of the Cave Bear) jako Creb
- 1988: Gliniarz do wynajęcia (Rent-a-Cop) jako Tancerz
- 1989: Drużyna marzeń (The Dream Team) jako Gianelli
- 1989: Narkotykowy kowboj (Drugstore Cowboy) jako Gentry
- 1990: Opowieści z ciemnej strony (Tales from the Darkside: The Movie) jako Preston
- 1991: Biały Kieł (White Fang) jako Beauty Smith
- 1991: Obroża (Wedlock) jako Sam
- 1993: Fatalny instynkt (Fatal Instinct) jako Max Shady
- 1994: Blink jako detektyw Thomas Ridgely
- 1994: Inteligent w armii (Renaissance Man) jako kapitan Tom Murdoch
- 1994: Cud na 34. ulicy (Miracle on 34th Street) jako Jack Duff
- 1995: Chłopaki na bok (Boys on the Side) jako Alex
- 1995: The Quest jako Maxie Devine
- 1995: Dziki Bill (Wild Bill) jako Donnie Lonigan
- 1995: Sędzia Dredd (Judge Dredd) jako Block Warlord
- 1996: Fantom (The Phantom) jako Quill
- 1997: Mortal Kombat 2: Unicestwienie (Mortal Kombat: Annihilation) jako lord Rayden
- 1998: Psychol (Psycho) jako patrol na autostradzie
- 2000: Powstały z martwych (Blowback) jako Wittman
- 2000: Co kryje prawda (What Lies Beneath) jako Warren Feur
- 2000: Baza 2 (The Base 2: Guilty as Charged) jako pułkownik Strauss
- 2003: Fear X jako Peter
- 2003: Za szybcy, za wściekli (2 Fast 2 Furious) jako agent Markham
- 2003: Starsza pani musi zniknąć (Duplex) jako Chick
- 2004: Blade: Mroczna trójca (Blade: Trinity) jako Ray Cumberland
- 2004: Dziewczyna z sąsiedztwa (The Girl Next Door) jako Hugo Posh
- 2007: Snajper: Ostatnie zlecenie (Sharpshooter, TV) jako Dillon
- 2007: Ratatuj (Ratatouille) jako Larousse (głos)
- 2008: Boski chillout (Pineapple Express) jako generał Bratt
- 2009: 2B jako Tom Mortlake
- 2009: Nienarodzony (The Unborn) jako Bart Bork
- 2010: Red jako Gabriel Singer
- 2011: X-Men: Pierwsza klasa (X-Men: First Class) jako generał USA
- 2011: Transformers 3 (Transformers: Dark of the Moon) jako Sideswipe (głos)
- 2011: Setup jako William Long
- 2011: Vs jako Rickshaw
- 2011: Arena jako agent McCarty
- 2012: Django (Django Unchained) jako Butch Pooch / Ace Speck
- 2014: Prześladowani (Persecuted) jako John Luther
- 2015: Zło we mnie (February aka The Blackcoat’s Daughter) jako Bill
- 2023: Oppenheimer jako Harold Stimson

### Seriale TV
- 1978: Niewiarygodny Hulk (The Incredible Hulk) jako oficer policji
- 1981: Posterunek przy Hill Street (Hill Street Blues) jako Cooper
- 1985: Policjanci z Miami (Miami Vice) jako Robbie Cann
- 1987: McCall (The Equalizer) jako Tremayne
- 1987: Crime Story jako Smilin’ Jack
- 1999: Strażnik Teksasu (Walker, Texas Ranger) jako Keith Bolt
- 2001: Z Archiwum X (The X Files) jako Josef Kobold
- 2001: Liga Sprawiedliwych (Justice League) jako Lider Manhunter (głos)
- 2001: Siódme niebo (7th Heaven) jako James Carver
- 2001: Nash Bridges jako Mark Lee Page
- 2001–2004: Seks w wielkim mieście (Sex and the City) jako Richard Wright
- 2002: Brygada ratunkowa (Third Watch) jako detektyw Madjanski
- 2004–2005: Gorące Hawaje (North Shore) jako Vincent Colville
- 2005: Liga Sprawiedliwych (Justice League) jako Hawkman / Carter Hall / Shadow Thief (głos)
- 2006: Kryminalne zagadki Miami (CSI: Miami) jako kpt. Quentin Taylor
- 2006: Liga Sprawiedliwych (Justice League) jako Hawkman / Carter Hall / Katar Hol (głos)
- 2006–2007: Jericho jako Jonah Prowse
- 2006–2011: Dexter jako Harry Morgan
- 2011: Hawaii Five-0 jako Elliott Connor
- 2013–2014: Chirurdzy (Grey’s Anatomy) jako James Evans
- 2018–2020: Black Lightning jako Peter Gambi